# Listă de comune din județul Sălaj
Această listă de comune din județul Sălaj cuprinde toate cele 57 comune din județul Sălaj în ordine alfabetică.

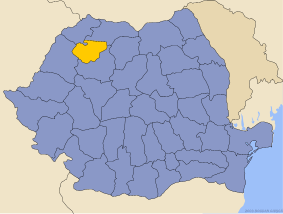
Județul Sălaj

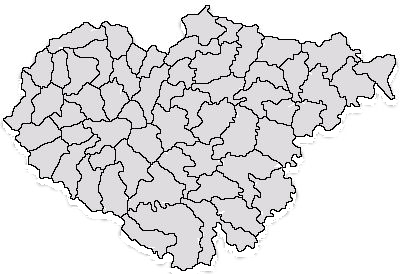
Harta județului cu împărțirea administrativ-teritorială pe comune

| Nume în română      | Nume în alte limbi                  | Suprafață | Populație (2016) | Sat-reședință       | Alte sate componente                                                                                            |
| ------------------- | ----------------------------------- | --------- | ---------------- | ------------------- | --- |
| Agrij               | hu Felsőegregy                      |           |                  | Agrij               | Răstolțu Deșert                                                                                                 |
| Almașu              | hu Váralmás                         |           |                  | Almașu              | Băbiu, Cutiș, Jebucu, Mesteacănu, Petrinzel, Sfăraș, Stana, Țăudu                                               |
| Băbeni              | hu Aranymező                        |           |                  | Băbeni              | Ciocmani, Cliț, Piroșa, Poienița                                                                                |
| Bălan               | hu Almásbalázsháza de Blasenkirchen |           |                  | Bălan               | Chechiș, Chendrea, Gălpâia, Gâlgău Almașului                                                                    |
| Bănișor             | hu Alsóbán de Unter-Bandorf         |           |                  | Bănișor             | Ban, Peceiu |
| Benesat             | hu Benedekfalva                     |           |                  | Benesat             | Aluniș, Biușa                                                                                                   |
| Bobota              | hu Nagyderzsida                     |           |                  | Bobota              | Derșida, Zalnoc                                                                                                 |
| Bocșa               | hu Oláhbaksa                        |           |                  | Bocșa               | Borla, Câmpia, Sălăjeni                                                                                         |
| Boghiș              | hu Szilágybagos                     |           |                  | Boghiș              | Bozieș |
| Buciumi             | hu Vármező de Burgfeld              |           |                  | Buciumi             | Bodia, Bogdana, Huta, Răstolț, Sângeorgiu de Meseș                                                              |
| Camăr               | hu Kémer                            |           |                  | Camăr               | Pădureni |
| Carastelec          | hu Kárásztelek                      |           |                  | Carastelec          | Dumuslău |
| Chieșd              | hu Szilágykövesd de Steinfeld       |           |                  | Chieșd              | Colonia Sighetu Silvaniei, Sighetu Silvaniei                                                                    |
| Cizer               | hu Csizér                           |           |                  | Cizer               | Plesca, Pria |
| Coșeiu              | hu Kusaly                           |           |                  | Coșeiu              | Archid, Chilioara                                                                                               |
| Crasna              | hu Kraszna de Krassmarkt            |           |                  | Crasna              | Huseni, Marin, Ratin                                                                                            |
| Creaca              | hu Karika                           |           |                  | Creaca              | Borza, Brebi, Brusturi, Ciglean, Jac, Lupoaia, Prodănești, Viile Jacului                                        |
| Cristolț            | hu Nagykeresztes                    |           |                  | Cristolț            | Muncel, Poiana Onții, Văleni                                                                                    |
| Crișeni             | hu Cigányi                          |           |                  | Crișeni             | Cristur-Crișeni, Gârceiu                                                                                        |
| Cuzăplac            | hu Középlak                         |           |                  | Cuzăplac            | Cubleșu, Gălășeni, Mierța, Petrindu, Ruginoasa, Stoboru, Tămașa                                                 |
| Dobrin              | hu Debren                           |           |                  | Dobrin              | Deleni, Doba, Naimon, Sâncraiu Silvaniei, Verveghiu                                                             |
| Dragu               | hu Drág                             |           |                  | Dragu               | Adalin, Fântânele, Ugruțiu, Voivodeni                                                                           |
| Fildu de Jos        | hu Alsófüld de Altdorf              |           |                  | Fildu de Jos        | Fildu de Mijloc, Fildu de Sus, Tetișu                                                                           |
| Gâlgău              | hu Galgó de Gilgo                   |           |                  | Gâlgău              | Bârsău Mare, Căpâlna, Chizeni, Dobrocina, Fodora, Frâncenii de Piatră, Glod, Gura Vlădesei                      |
| Gârbou              | hu Csákigorbó de Gorbau             |           |                  | Gârbou              | Bezded, Călacea, Cernuc, Fabrica, Popteleac, Solomon                                                            |
| Halmășd             | hu Halmosd                          |           |                  | Halmășd             | Aleuș, Cerișa, Drighiu, Fufez                                                                                   |
| Hereclean           | hu Haraklány                        |           |                  | Hereclean           | Badon, Bocșița, Dioșod, Guruslău, Panic                                                                         |
| Hida                | hu Hidalmás                         |           |                  | Hida                | Baica, Miluani, Păduriș, Racâș, Sânpetru Almașului, Stupini, Trestia                                            |
| Horoatu Crasnei     | hu Krasznahorvát                    |           |                  | Horoatu Crasnei     | Hurez, Stârciu, Șeredeiu                                                                                        |
| Ileanda             | hu Nagyilonda                       |           |                  | Ileanda             | Bârsăuța, Bizușa-Băi, Dăbâceni, Dolheni, Luminișu, Măleni, Negreni, Perii Vadului, Podișu, Răstoci, Rogna, Șasa |
| Ip                  | hu Ipp                              |           |                  | Ip                  | Cosniciu de Jos, Cosniciu de Sus, Zăuan, Zăuan-Băi                                                              |
| Letca               | hu Létka                            |           |                  | Letca               | Ciula, Cozla, Cuciulat, Lemniu, Purcăreț, Șoimușeni, Toplița, Vălișoara                                         |
| Lozna               | hu Nagylózna de Gross-Losdorf       |           |                  | Lozna               | Cormeniș, Preluci, Valea Leșului, Valea Loznei                                                                  |
| Marca               | hu Márkaszék                        |           |                  | Marca               | Leșmir, Marca-Huta, Porț, Șumal                                                                                 |
| Măeriște            | hu Krasznahidvég de Bruckend        |           |                  | Măeriște            | Criștelec, Doh, Giurtelecu Șimleului, Mălădia, Uileacu Șimleului                                                |
| Meseșenii de Jos    | hu Magyarkecel                      |           |                  | Meseșenii de Jos    | Aghireș, Fetindia, Meseșenii de Sus                                                                             |
| Mirșid              | hu Nyirsid                          |           |                  | Mirșid              | Firminiș, Moigrad-Porolissum, Popeni                                                                            |
| Năpradea            | hu Náprád de Rübendorf              |           |                  | Năpradea            | Cheud, Someș-Guruslău, Traniș, Vădurele                                                                         |
| Nușfalău            | hu Szilágynagyfalu                  |           |                  | Nușfalău            | Bilghez |
| Pericei             | hu Szilágyperecsen                  |           |                  | Pericei             | Bădăcin, Periceiu Mic, Sici                                                                                     |
| Plopiș              | hu Gyümölcsénes de Poppeln          |           |                  | Plopiș              | Făgetu, Iaz |
| Poiana Blenchii     | hu Blenkemező                       |           |                  | Poiana Blenchii     | Fălcușa, Gostila, Măgura                                                                                        |
| Românași            | hu Alsóegregy                       |           |                  | Românași            | Chichișa, Ciumărna, Păușa, Poarta Sălajului, Romita                                                             |
| Rus                 | hu Oroszmező                        |           |                  | Rus                 | Buzaș, Fântânele-Rus                                                                                            |
| Sălățig             | hu Szilágyszeg                      |           |                  | Sălățig             | Bulgari, Deja, Mineu, Noțig                                                                                     |
| Sărmășag            | hu Sarmaság                         |           |                  | Sărmășag            | Ilișua, Lompirt, Moiad, Poiana Măgura, Țărmure                                                                  |
| Sâg                 | hu Felsőszék                        |           |                  | Sâg                 | Fizeș, Mal, Sârbi, Tusa                                                                                         |
| Sânmihaiu Almașului | hu Almásszentmihály                 |           |                  | Sânmihaiu Almașului | Bercea, Sântă Măria                                                                                             |
| Someș-Odorhei       | hu Szamosudvarhely de Hofdorf       |           |                  | Someș-Odorhei       | Bârsa, Domnin, Inău, Șoimuș                                                                                     |
| Surduc              | hu Szurduk                          |           |                  | Surduc              | Brâglez, Cristolțel, Solona, Teștioara, Tihău, Turbuța                                                          |
| Șamșud              | hu Szilágysámson                    |           |                  | Șamșud              | Valea Pomilor                                                                                                   |
| Șimișna             | hu Semesnye                         |           |                  | Șimișna             | Hășmaș |
| Treznea             | hu Ördögkút de Teufelsbrunn         |           |                  | Treznea             | Bozna |
| Valcău de Jos       | hu Alsóvalkó de Gorisdorf           |           |                  | Valcău de Jos       | Lazuri, Preoteasa, Ratovei, Sub Cetate, Valcău de Sus                                                           |
| Vârșolț             | hu Varsolc                          |           |                  | Vârșolț             | Recea, Recea Mică                                                                                               |
| Zalha               | hu Zálha                            |           |                  | Zalha               | Ceaca, Ciureni, Valea Ciurenilor, Valea Hranei, Valea Lungă, Vârteșca                                           |
| Zimbor              | hu Magyarzsombor                    |           |                  | Zimbor              | Chendremal, Dolu, Sâncraiu Almașului, Sutoru                                                                    |